# 劇団3○○
劇団3○○（げきだんさんじゅうまる）は、かつて存在した日本の劇団。座長は渡辺えり子（現・渡辺えり）。
1978年、渡辺えり子、もたいまさこら舞台芸術学院出身者を中心に「劇団2○○」（げきだんにじゅうまる）として結成され、のちに「劇団3○○」に改名する 。
『夜の影』（1981年12月初演）や『ゲゲゲのげ』（1982年初演）で高い評価を得る。渡辺えり子は『ゲゲゲのげ』で1983年度第27回岸田國士戯曲賞を受賞。
1997年12月末日解散。解散時の劇団員数は17人。